# Йохан Ернст III
Йохан Ернст ІІІ (на немски: Johann Ernst III von Sachsen-Weimar) от ерснестнските Ветини, е херцог на историческата област в Германия Саксония-Ваймар (1683 – 1707).

## Живот
Той е вторият син на Йохан Ернст ІІ фон Саксония-Ваймар (1627 – 1683) и Кристиана Елизабет фон Холщайн-Зондербург-Францхаген (1638 – 1679).
Заедно с брат си Вилхелм Ернст от 1676 г. той следва в университет Йена. След смъртта на баща си през 1683 г., става херцог, заедно със своят по-голям брат Вилхелм Ернст, с когото съуправлява (Mitherr). Йохан Ернст е алкохолик, поради което управлява реално брат му.
На 11 октомври 1685 г. в Цербст той се жени за София Августа фон Анхалт-Цербст (1663 – 1694). София Августа умира във Ваймар на 31 години. След два месеца Йохан Ернст ІІІ се жени на 4 ноември 1694 г. в Касел за Шарлота фон Хесен-Хомбург (1672 – 1738), дъщеря на ландграф Фридрих II фон Хесен-Хомбург.
Йохан Ернст ІІІ умира на 42-годишна възраст във Ваймар.

## Деца
От София Августа фон Анхалт-Цербст има пет деца:
- Йохан Вилхелм (*/† 1686)
- Ернст Август I (1688 – 1748), херцог на Саксония-Ваймар-Айзенах
- Елеонора Христиана (1689 – 1690)
- Йохана Августа (1690 – 1691)
- Йохана Шарлота (1693 – 1751)

От Шарлота фон Хесен-Хомбург има децата:
- Карл Фридрих (1695 – 1696)
- Йохан Ернст IV (1696 – 1715), херцог на Саксония-Ваймар
- Мария Луиза (1697 – 1704)
- Христиана София (1700 – 1701)